# Lerotholi Polytechnic FC
Der Lerotholi Polytechnic FC ist ein Fußballverein aus Maseru, Lesotho. Er trägt seine Heimspiele im Mohokare River Ground aus.
Der Verein wurde nachweislich 1906 durch Schüler der Polytechnic-Schule gegründet und ist einer der ältesten Vereine des Landes. Ihm gelang Mitte der 1990er Jahre der Aufstieg in die Lesotho Premier League, wo er mehrere Jahre erfolgreich mitspielte. Ende der Saison 2010/11 stieg der Verein wieder ab und spielt 2015 in der Lesotho A-Division (3. Liga). 1996 gelang dem Verein der größte Erfolg, als er den Lesotho Cup gewannen. Damit qualifizierte er sich für den afrikanischen Wettbewerb.

## Erfolge
- Pokal: 1

Sieger: 1996

## Statistik in den CAF-Wettbewerben
| Wettbewerb                    | Runde    | Gegner              | Hinspiel | Rückspiel |  |
| ----------------------------- | -------- | ------------------- | -------- | --------- |  |
|                               |          |                     |          |           |  |
| African Cup Winners’ Cup 1997 | Vorrunde | Township Rollers FC | 2:0 (H)  | 0:1 (A)   |  |
|                               | 1. Runde | Nchanga Rangers     | 0:1 (H)  | 0:5 (A)   |  |